# Лісне (Синельниківський район)
Лі́сне — село в Україні, у Синельниківському районі Дніпропетровської області. Входить до складу Великомихайлівської сільської громади. Населення становить 27 осіб. 

## Географія
Село Лісне знаходиться на правому березі річки Кам'янка, яка через 2 км впадає в річку Вовча, вище за течією на відстані 4,5 км розташоване село Підгаврилівка. На річці велика загата. До села примикає лісовий масив (сосна).

## Історія
1776 — дата заснування.
Спочатку це був хутірець на березі річки Кам'янка. Коли на землях хутора поширили частково Дібрівський ліс, то хутір отримав назву — Лісний. Декілька десятків років тому хутір перетворився на село Лісне.
До 2016 року входило до складу Великомихайлівської сільської ради.
12 червня 2020 року, відповідно до розпорядження Кабінету Міністрів України № 709-р від «Про визначення адміністративних центрів та затвердження територій територіальних громад Дніпропетровської області», увійшло до складу Великомихайлівської сільської громади.
19 липня 2020 року, в результаті адміністративно-територіальної реформи та ліквідації Покровського району, село увійшло до складу новоутвореного Синельниківського району.

## Населення

### Мова
Розподіл населення за рідною мовою за даними перепису 2001 року:
| Мова       | Кількість | Відсоток |
| ---------- | --------- | -------- |
| українська | 25        | 92.59%   |
| російська  | 2         | 7.41%    |
| Усього     | 27        | 100%     |